# Lone Dybkjær
Lone Dybkjær, född Lone Vincents den 23 maj 1940 i Frederiksberg strax utanför Köpenhamn, död 20 juli 2020 i Köpenhamn, var en dansk politiker som var miljöminister 1988–1990. Hon var den första kvinnan i Danmark som innehade ämbetet som miljöminister. Hon var fram till 2009 medlem i folketinget där hon representerade Radikale Venstre. Tillsammans med partikollegan Aase Olesen skulle hon i Poul Schlüters tredje regering komma att bli den första kvinnan från Radikale Venstre som blev minister.

## Uppväxt och akademisk karriär
Lone Dybkjær är dotter till avdelningsarkitekten Kristian Vincents och fullmäktig Else Katrine Jensen. Tillsammans med sin tre år yngre broder växte hon således upp i ett akademiskt hem i stadsdelen Rungsted i Hørsholm. Modern hade en universitetsexamen i statsvetenskap och var anställd inom Invalideforsikringsretten. Hon blev svårt sjuk i cancer när Lone Dybkjær var endast 14 år gammal och dog 1961, endast 59 år gammal. Den unga Lone Dybkjær hade stått sin moder nära och hennes död tog henne hårt.
1958 tog Lone Dybkjær studentexamen från Rungsted Statsskole. Hon bestämde sig för att leva ett liv i ekonomiskt oberoende och valde därmed att studera vidare. Hon ville genomföra en utbildning som skulle kunna garantera henne att hon inte hamnade i arbetslöshet. Lotten föll på utbildningen till kemiingenjör, som dels kunde garantera henne arbete och för att hon hade goda kunskaper inom matematik och fysik. Hon valde att läsa utbildningen vid Danmarks Tekniske Højskole (DTH) i Kongens Lyngby och tog examen 1964. Samma år gifte hon sig med den ett år äldre studiekamraten Ib Dybkjær. Hon blev direkt efter studierna anställd som sekreterare vid Akademiet for de Tekniske Videnskaber och två år senare arbetade hon som sekreterare vid Medicoteknikudvalget, som förmedlade förbindelser mellan medicinforskning och läkare. Här stannade hon fram till 1970, då karriären fortsatte och hon blev ledare för Informationssekretariatet vid DTH och Danmarks Ingeniørakademi. Här stannade hon längre, i sju år, innan hon återvände till Akademiet for de Tekniske Videnskaber för att bli konsult.
Tillsammans med Ib Dybkjær har Lone Dybkjær döttrarna Lotte (1970) och Mette (1973). Äktenskapet upplöstes 1980 och Lone Dybkjær flyttade till stadsdelen Østerbro i Köpenhamn med sina barn för att korta ned avståndet mellan hemmet och arbetsplatsen i folketinget.

## Politisk karriär
Lone Dybkjær blev medlem av Radikale Venstre 1968 efter att träffat en av partiets då viktigaste politiker, Kristen Helveg Petersen. Vid sidan om sitt ordinarie arbete hade Dybkjær utfört ett antal olika student- och u-landsarbeten, däribland som volontär vid ett internationellt studentcenter som tog emot människor från de olika u-länderna. Hon kom att göra uppror inom sitt eget parti och få allas ögon på sig när hon vid landsmötet 1970 protesterade mot könsdiskrimineringen och den styvhet som präglade mötet. Hon motsatte sig även det etablerade bruket av kvinnoutskott som tog hand om kvinnofrågorna, hon insisterade på att dessa skulle ersättas med "jämställdhetsutskott".
Inför det kommande valet till folketinget 1973, ställde Lone Dybkjær upp som kandidat. Hon lyckades att bli invald och var medlem fram till 1977. Hon varvade sitt politiska uppdrag med sin heltidsanställning vid DTH:s Informationssekretariat, dock med tjänstledighet från 1975, och uppfostran av sina två barn. Att vardagen gick ihop berodde på att Dybkjær ställde kravet på sin dåvarande man att han utförde hälften av det arbete som det innebar med att ha barn. 1976 hade veckobladet Hjemmet utsett henne till "årets kvinna". Under mellanperioden 1977-1979 var hon ordförande för Barnkommissionen och konsult vid Geoteknisk institut innan hon igen blev invald till folketinget 1979 och blev sitt partis ordförande inom energi-, arbetsmarknads- och miljöfrågor. Hon tilldelades dessutom ordförandeskapet för partiets utrikespolitik 1987. Med detta ordförandeskap på axlarna blev hon inblandad i den strid som gick ut på vilka krav på information om atomvapen som man kunde ställa till utländska krigsfartyg. Denna strid hade inom den sittande regeringen gjort att man utlyste nyval, vilket resulterade i att Centrum-Demokraterne och Kristeligt Folkeparti lämnade koalitionsregeringen och en ny bildades, som bestod av Konservative Folkeparti, Venstre och Radikale Venstre. Dybkjær utsågs därmed till regeringens nya miljöminister.

## Dybkjær som minister och europaparlamentariker
Som miljöminister försökte Dybkjær att upprätta ett samarbete med industrin och jordbruket för att främja anpassningen till miljövänlig produktion. Hon ökade också sitt ministeriums makt genom att minska inflytandet från det så kallade "gröna flertalet" i folketinget, som hon som oppositionspolitiker själv hade varit med i. Hon genomförde även omstruktureringar inom miljöministeriet för att minska ämbetsmännens makt och återföra den till sig själv i egenskap av minister. Dybkjær kom att lägga grunden till en framtida miljöreform som utgick från Brundtlandrapporten, som utgavs av en FN-kommission 1987. Bland annat samlade det den danska miljölagstiftningen i fem huvudlagar och decentraliserade klagosystemet. Dybkjærs korta period vid makten gjorde att hon inte kunde genomföra större reformer, Radikale Venstre lämnade regeringen 1990 som nu endast bestod av Konservative Folkeparti och Venstre. Hon kom dock att sitta kvar i folketinget fram till 1994 och istället få en framträdande roll inom partiet på miljöområdet, då hon blev ordförande för miljö- och energifrågor.
Under perioden 1990-1994 satt Dybkjær med i ett antal utskott i folketinget, däribland social-, miljö- och hälsoutskotten. 1992 skulle hon komma att bli förlovad med Socialdemokraternes dåvarande partiledare och Danmarks framtida statsminister, Poul Nyrup Rasmussen, de gifte sig 1994. Fram till 1992 var hon engagerad inom FN och representerade Danmark vid Riokonferensen 1992 och var medlem av FN:s generalförsamling. 1993 ställde hon upp som partiets kandidat i valet till Europaparlamentet 1994. Hon blev invald, och för första gången kom Radikale Venstre att representeras i Europaparlamentet. Här kom hon bland annat att sitta i dess miljöutskott och vara parlamentets valobservatör i Tchad 1997. Hon satt i Europaparlamentet fram till 2004.

## Övriga politiska förtroendeposter
- Det Radikale Venstres politiska ordförande i Europa-, sociala-, handikapps- och jämställdhetspolitiska frågor (2005–)
- Ordförande av Inspektionen av psykiatriska institutionerna (2005–)
- Medlem av Folketingets kulturutskott (1992–1994)
- Medlem av Folketingets näringsutskott (1990–1994)
- Medlem av Folketingets hälsoutskott (1991–1992)
- Medlem av Folketingets socialutskott (1991–1992)
- Ordförande av Folketingets 9-mans utskott rörande Teknologinævnet (1986–1988)
- Ordförande av Folketingets teknologiutskott (1984–1988)

## Övriga förtroendeposter
- Deltagare i domarpanelen för Feminas kvinnopris: Visible Difference Award (2005–)
- Ordförande av den internationella stödkommittén för Det Asiatiska universitetet för kvinnor i Bangladesh (2000–)
- Ordförande av Gender Task Force. Stability Pact for South Eastern Europe. Working Table on Democratization and Human Rights (1999–)
- Medlem av Almindelig Brand Invests miljöteknologiska expertpanel (1999–2001)
- Offentligt utnämnd ordförande av Arbejdsmiljøinstituttet (1998–2001)
- Offentligt utnämnd representant i styrelsen för Finansbanken A/S (1991–2001)
- Medlem av Task Force on Higher Education (1997–1999)
- Vice styrelseordförande av CSC Datacentralen A/S (1996–2001)
- Medlem av IT-sikkerhedsrådet (1996–1999)
- Medlem av The Global Commission to Fund the United Nations (1996)
- Ordförande av Osteoporoseforeningen (1994–2000)
- Ordförande av Den grønne Nøgle (1993–2000)
- Styrelseordförande av CSC Datacentralen A/S (1991–1996)
- Medlem av Nordiska rådets internationella kommitté (1987–1988)
- Styrelseledamot av Gyldendal (1986–1988)
- Styrelseledamot av Citicorp Investment (1986–1988)
- Medlem av representantskapet för Danmarks Naturfredningsforening (1984–1988)
- Medlem av Nordiska rådet (1982–1984)
- Ordförande av Børnekommissionen (1977–1979)
- Medlem av representantskapet, samt inspektionsrådet, för sparbanken Bikuben (1976–1988)
- Vice styrelseordförande av Krogerup Højskole (1974–1988)

## Utmärkelser
- Birdlife-priset (1993)
- Europeisk guldmedalj för byggnadsbevaring (1991)
- Årets cyklist (1989)